# Morti nel 1990/Maggio
| Questa pagina contiene informazioni ricavate automaticamente dalle voci biografiche con l'ausilio del template Bio e di un bot. L'aggiornamento è periodico e automatico e ricostruisce completamente la pagina. Se manca una persona in questa lista, sei pregato di non aggiungerla, ma accertati piuttosto che la sua voce biografica contenga il template Bio e che i dati anagrafici siano correttamente compilati. Se il template Bio manca, inseriscilo tu stesso o, in alternativa, metti l'avviso {{tmp\|Bio}} che ne segnala la mancanza. Se i dati riportati sono sbagliati, correggi direttamente la voce biografica; le modifiche saranno visibili in questa lista entro pochi giorni. Per chiarimenti vedi il progetto biografie. La lista contiene solo le 88 persone che sono citate nell'enciclopedia e per le quali è stato implementato correttamente il template Bio. Pagina aggiornata al 3 mar 2024. |

- 1º maggio - Djalma Dias, calciatore brasiliano (n. 1939)
- 1º maggio - Sergio Franchi, tenore e attore italiano (n. 1926)
- 2 maggio - Germain Bazin, storico dell'arte francese (n. 1901)
- 2 maggio - David Rappaport, attore inglese (n. 1951)
- 2 maggio - Giacomo Scalet, fondista italiano (n. 1909)
- 2 maggio - Ettore Spora, politico italiano (n. 1914)
- 3 maggio - Pimen, arcivescovo ortodosso russo (n. 1910)
- 3 maggio - Carlos Cerutti, cestista argentino (n. 1969)
- 3 maggio - Dovima, modella e attrice statunitense (n. 1927)
- 3 maggio - Audrey Ferris, attrice statunitense (n. 1909)
- 3 maggio - Shōtarō Ikenami, scrittore giapponese (n. 1923)
- 4 maggio - Luigi Ossoinach, calciatore italiano (n. 1899)
- 4 maggio - Emily Remler, chitarrista statunitense (n. 1957)
- 4 maggio - Silvio Siano, regista e sceneggiatore italiano (n. 1921)
- 5 maggio - Walter Bruch, ingegnere tedesco (n. 1908)
- 5 maggio - Baby Lillian Wade, attrice statunitense (n. 1907)
- 6 maggio - Charles Farrell, attore, imprenditore e politico statunitense (n. 1901)
- 6 maggio - Friedrich Hielscher, scrittore e filosofo tedesco (n. 1902)
- 6 maggio - Lotte Jacobi, fotografa tedesca (n. 1896)
- 6 maggio - Irmtraud Morgner, scrittrice tedesca (n. 1933)
- 6 maggio - Pietro Zanini, architetto italiano (n. 1895)
- 7 maggio - Elizeth Cardoso, cantante e attrice brasiliana (n. 1920)
- 7 maggio - Andrea Karađorđević, principe serbo (n. 1929)
- 8 maggio - Luigi Nono, compositore e scrittore italiano (n. 1924)
- 8 maggio - Tomás Ó Fiaich, cardinale e arcivescovo cattolico irlandese (n. 1923)
- 9 maggio - Giovanni Bonsignore, funzionario italiano (n. 1931)
- 9 maggio - Ugo Ruggeri, ciclista su strada italiano (n. 1893)
- 10 maggio - Susan Oliver, attrice statunitense (n. 1932)
- 10 maggio - Walker Percy, scrittore statunitense (n. 1916)
- 10 maggio - George Stevenson, calciatore e allenatore di calcio scozzese (n. 1905)
- 11 maggio - Gabriella Del Grosso, matematica italiana (n. 1944)
- 11 maggio - Venedikt Vasil'evič Erofeev, scrittore sovietico (n. 1938)
- 11 maggio - Heidemarie Hatheyer, attrice austriaca (n. 1918)
- 12 maggio - Andrej Pavlovič Kirilenko, politico sovietico (n. 1906)
- 12 maggio - Roberto Marin, ingegnere italiano (n. 1894)
- 12 maggio - Vladimir Šabrov, calciatore sovietico (n. 1930)
- 13 maggio - Walter Brugger, filosofo tedesco (n. 1904)
- 13 maggio - Pietro De Dominicis, politico italiano (n. 1920)
- 13 maggio - Albert Hendrickx, ciclista su strada e pistard belga (n. 1916)
- 13 maggio - Gerolamo Lino Moro, politico italiano (n. 1903)
- 14 maggio - Tarcisio Longoni, politico italiano (n. 1913)
- 14 maggio - Giuseppe Tortorella, politico italiano (n. 1910)
- 15 maggio - Ferruccio Achilli, calciatore italiano (n. 1925)
- 15 maggio - Manuel Anatol, velocista, calciatore e ingegnere spagnolo (n. 1903)
- 16 maggio - Sammy Davis Jr., cantante, ballerino e attore statunitense (n. 1925)
- 16 maggio - Jim Henson, artista, inventore e fumettista statunitense (n. 1936)
- 17 maggio - Auguste Jordan, calciatore e allenatore di calcio austriaco (n. 1909)
- 17 maggio - Per Ljostveit, calciatore norvegese (n. 1928)
- 17 maggio - Antonio Montefusco, pittore italiano (n. 1902)
- 17 maggio - Detlev Peukert, storico tedesco (n. 1950)
- 18 maggio - Jill Ireland, attrice e ballerina britannica (n. 1936)
- 18 maggio - Lorna Johnstone, cavallerizza britannica (n. 1902)
- 18 maggio - Karl Meyer, biochimico tedesco (n. 1899)
- 18 maggio - Joseph-Marie Trịnh Văn Căn, cardinale e arcivescovo cattolico vietnamita (n. 1921)
- 19 maggio - Ted Cook, cestista statunitense (n. 1921)
- 19 maggio - Devraha Baba, mistico indiano
- 19 maggio - Hector Dyer, velocista statunitense (n. 1910)
- 21 maggio - Giovanni Enriques, dirigente d'azienda e editore italiano (n. 1905)
- 21 maggio - Piero Mariani, calciatore italiano (n. 1911)
- 21 maggio - Ed Steitz, cestista, allenatore di pallacanestro e dirigente sportivo statunitense (n. 1920)
- 22 maggio - Rocky Graziano, pugile statunitense (n. 1919)
- 23 maggio - Kusuma Affandi, pittore indonesiano (n. 1907)
- 23 maggio - Giuseppe Santomaso, pittore italiano (n. 1907)
- 23 maggio - Ted Tinling, tennista, stilista e giornalista inglese (n. 1910)
- 24 maggio - Jacques Lob, fumettista francese (n. 1932)
- 24 maggio - Dries van der Lof, pilota automobilistico olandese (n. 1919)
- 24 maggio - Julijans Vaivods, cardinale e vescovo cattolico lettone (n. 1895)
- 24 maggio - Jeanne de Salzmann, mistica svizzera (n. 1889)
- 25 maggio - Egisto Corradi, giornalista, scrittore e militare italiano (n. 1914)
- 25 maggio - Giovanni Girlando, mafioso italiano (n. 1947)
- 25 maggio - Ljudmila Semёnova, attrice sovietica (n. 1899)
- 25 maggio - Vic Tayback, attore statunitense (n. 1930)
- 26 maggio - Marguerite Church, politica e psicologa statunitense (n. 1892)
- 26 maggio - René David, giurista francese (n. 1906)
- 26 maggio - Chris McGregor, pianista e compositore sudafricano (n. 1936)
- 26 maggio - Jean-Pierre Velly, incisore, pittore e disegnatore francese (n. 1943)
- 27 maggio - Vladimirs Durdins, hockeista su ghiaccio sovietico (n. 1956)
- 27 maggio - Annibale Papetti, attore, pittore e paroliere italiano (n. 1918)
- 27 maggio - Egizio Rubino, calciatore e allenatore di calcio italiano (n. 1919)
- 28 maggio - Hussein Onn, politico malese (n. 1922)
- 28 maggio - Giorgio Manganelli, scrittore, traduttore e giornalista italiano (n. 1922)
- 28 maggio - Angela Vinay, bibliotecaria italiana (n. 1922)
- 28 maggio - Wilhelm Wagenfeld, designer tedesco (n. 1900)
- 28 maggio - Taiichi Ōno, ingegnere giapponese (n. 1912)
- 29 maggio - Grazia Bottani, pittrice e artista italiana (n. 1898)
- 30 maggio - John Caister Bennett, astronomo sudafricano (n. 1914)
- 31 maggio - Clotario Blest, sindacalista cileno (n. 1899)
- 31 maggio - Willy Spühler, politico svizzero (n. 1902)